# Цукерман, Бернард
Бернард Цукерман (англ. Bernard Zuckerman; 31 марта 1943, Бруклин) — американский шахматист, международный мастер (1970).
Четыре раза играл за сборную США на студенческих командных чемпионатах мира (1963—1964, 1967, 1969).